# Henrique Ruivo
Henrique José de Oliveira Ruivo (Borba, 2 de Abril de 1935 — Lisboa, 26 de fevereiro de 2020) foi um professor e artista plástico português.
Pintor, ilustrador, cenógrafo, Ruivo é autor de uma obra plurifacetada, invulgar no contexto nacional; o seu trabalho é "marcado por uma dominante vontade narrativa onde impera o humor, o confessionalismo irónico e o comentário crítico ao meio artístico, social e político".

## Biografia

O uivo do homem, 1985, acrílico sobre tela, 160 x 200 cm; Coleção Moderna, Museu Calouste Gulbenkian

Oriundo de uma família de resistentes perseguidos pelo regime do Estado Novo, irmão da socióloga da ciência Beatriz Ruivo, ativista da greve académica de 1962, e do biólogo e oceanógrafo Mário Ruivo. Foi casado com Madalena Ruivo. 
Henrique Ruivo foi companheiro de geração de Álvaro Lapa e Joaquim Bravo; viveu em Évora até 1952, ano em que ingressou na Faculdade de Medicina da Universidade de Lisboa. Abandonou medicina quatro anos mais tarde, inscrevendo-se de seguida no curso de Escultura da Escola de Belas-Artes de Lisboa, que frequentaria até 1962, ano em que abandonou Portugal para se fixar em Roma. O regresso ocorreu doze anos mais tarde, depois do 25 de Abril de 1974. Já em Portugal, foi professor do ensino secundário. Além da prática da escultura e pintura, realizou atividade gráfica para livros e revistas colaborando com diversas editoras (Bertrand; Iniciativas Editoriais; Prelo; Seara Nova; etc.). Trabalhou ainda para teatro e cinema, podendo destacar-se as cenografias realizadas para o Festival de Teatro de Pescara (1968) e a colaboração artística no filme ORG, de Fernando Birri (apresentado na Mostra Internazionale del Cinema 79 – Biennale di Venezia 1979).
Participou em diversas mostras coletivas, em Portugal e no estrangeiro, podendo destacar-se as seguintes: exposição de inauguração da Galeria Latina, Estocolmo, 1964; Prémio Guérin de Artes Plásticas, Lisboa, 1968; Figuração-Hoje, SNBA, Lisboa, 1977; Cultura Portuguesa em Madrid, Madrid, 1977; III Exposição de Artes Plásticas da Fundação Calouste Gulbenkian, Lisboa, 1986; Azares da expressão, Fundação Calouste Gulbenkian, Lisboa, 1987; Coleção José-Augusto França, Museu do Chiado, Lisboa, 1997.
Realizou a primeira exposição individual na Galeria Latina, Estocolmo, em 1965. Entre as suas outras exposições individuais podem destacar-se as seguintes: Galeria 111, Lisboa, 1965; Galeria La Bottega, Ravena, 1968; Galeria II Capitello, Roma, 1971; Galeria Interior, Lisboa, 1973 e 1977; Galeria Zen, Porto, 1974; Galeria Estela Schapiro, Cidade do México, 1979; Galeria Ana Isabel, Lisboa, 1982 e 1984; Galeria Quetzal, Funchal, 1985; Galeria Miron-Trema, Lisboa, 1993; Casa das Artes, Tavira, 1996; Fundação EDP, Museu da Eletricidade, Lisboa e Galeria do Parque, Vila Nova da Barquinha, 2015; Casa da Cultura de Setúbal, 2020.
Está representado em coleções públicas e privadas, entre as quais as do Centro de Arte Moderna José de Azeredo Perdigão (Coleção Moderna – Museu Calouste Gulbenkian, Lisboa) e do Centro de Arte Manuel de Brito (Lisboa).

## Obra

Henrique Ruivo, acrílico sobre tela, 100 x 70 cm (obra exposta na Galeria Zen, 1974)

A obra plurifacetada de Henrique Ruivo emerge no quadro das novas correntes figurativas internacionais da segunda metade do século XX. O primeiro conjunto de trabalhos que marca o arranque do seu percurso foi a série que apelidaria de Areias, devido à expressão rugosa da superfície: "Efetuadas entre 1959-60, eram pinturas concebidas com uma pasta que misturava areia, cré (caulina massa de vidreiro), verniz de madeira, óleo de linhaça e pigmentos da construção civil". Outro interesse que desenvolveu no período anterior à partida para Roma foi a colagem, na linha surrealista e onírica dos romances-colagens de Max Ernst, onde explorou a associação insólita de iconografias de diferentes origens (das ilustrações de histórias às ilustrações científicas).
Nos primeiros tempos em Itália dedicou-se sobretudo ao desenho. Das colagens desse período destaquem-se as Cartas para Madalena, enviadas à esposa, com diálogos inesperados entre texto e imagem. Preservando opções figurativas anteriormente ensaiadas, começou depois a transferir a sua exploração da colagem para a tridimensionalidade, transformando-a numa espécie de assemblage em relevo constituída por materiais pobres – das placas de madeira às rendas de gaze, ao gesso, aos elementos em metal –, que, a partir da segunda metade dos anos de 1960, oscilaria entre fases dominadas por um desejo de despojamento (veja-se a sua série de relevos brancos) e outras, mais exuberantes, de reafirmação do relevo e da expressão textural e cromática das matérias.
A sua produção nas décadas de 1960 e 1970 situa-se quase sempre num espaço de cruzamento entre pintura e escultura. Nessas pinturas-objeto (a que não são, uma vez mais, alheios os dispositivos herdados do surrealismo), figuras toscas e expressivas inscrevem-se em paisagens/cenários oníricos para gerar um universo onde a imaginação se cruza com memórias fragmentárias de situações reais. Assinale-se aqui a importância do fascínio que Henrique Ruivo sempre teve pelas culturas "não eruditas" (esta aproximação a uma arte diferente, pré-histórica, primitiva, infantil ou popular, aponta interesses próximos da arte bruta de Dubuffet). Entre 1973 e 1974, Ruivo começou a realizar construções de colagens (de figuras estampadas editadas para a infância ou de sua autoria) em diálogo com fundos de cores intensas, num processo de acentuação cromática e narrativa que iria resultar, segundo Rosa Dias, numa "espécie de pop naïf – ou um pop simulado por motivos e modos anti-pop".
Numa nova fase da sua obra, apresentada pela primeira vez na exposição individual de 1982, as superfícies libertam-se da textura, assumindo a plenitude da cor pura e plana. Mantém-se a relação entre paisagem e figura de séries anteriores, pesquisando a habitação dos lugares como fundação de uma narrativa. Personagens arquetípicas povoam essas paisagens (figuras híbridas e andróginas, faunos, diabos, touros…). "Planos de cor plana, rasgados e colados à maneira dos guaches recortados de Matisse, concebem paisagens de cores puras a lembrarem a infância alentejana. É o recorte rude das extensões de cor pura que constitui a silhueta da paisagem". Experimenta, depois, as perfurações, as ruturas da superfície, como elementos adicionais do seu léxico figurativo (olhos, nariz, boca…), que são utilizados como ausência, como elementos subtrativos que intensificam a interioridade das figuras.
As opções nucleares que balizam a obra plástica de Henrique Ruivo revelam uma profunda ironia narrativa e um desejo recorrente de evocar a sua própria identidade (através da autorrepresentação ou da evocação do Alentejo). A tendência para "desconversar" percorre a totalidade do seu trabalho, que se estende das obras da sua primeira maturidade à pintura, assemblage ou colagem de fases mais recentes. Nas últimas décadas, o turbilhão narrativo das suas obras – onde evoca "casas e cidades, habitantes humanos e animais em impossíveis relações, espécies mistas entre o cadavre-exquis e a paródia" –, é uma vez mais percorrido por um humor subtil: "Ruivo introduz sempre, nessas suas montagens, uma linha de fino humor. O discurso da arte popular (a ingenuidade figurativa ou o decorativismo da cerâmica, por exemplo) e a degradação de gosto a que ela foi sujeita são sistematicamente inspiração do seu trabalho de ironia, onde anjos e diabos (muitas vezes feitos à sua imagem e semelhança), santos e pecadores, bichos e homens, casas e campos se repetem, reorganizam e reencontram, compondo uma fiada de pequenas histórias que têm tanto de visualidade como de potencial de oralidade".

## Morte
Morreu no dia 26 de fevereiro de 2020, aos 84 anos.